# Al-Izzijat
Al-Izzijat eller Mudīrīyat al ‘Izzīyāt är en kommun i Libyen. Den ligger i den nordöstra delen av landet, 900 km öster om huvudstaden Tripoli.